# Neumeyer
Pour l’article homonyme, voir Fritz Neumeyer.
Fritz Neumeyer Aktion Gesellschaft était une entreprise allemande de construction mécanique qui a construit des locomotives à vapeur durant une brève période de son histoire. Elle était implantée à Munich en Bavière.

## Histoire
L'entreprise est fondée en 1903 par Fritz Neumeyer (10. Septembre 1875, + 10. Septembre 1935) à Nuremberg.
L'entreprise a produit des locomotives à vapeur à voie étroite (0,60 m) pendant deux courtes années du 1er décembre 1922 au 24 août 1924 dans son usine de Freimann, un quartier de Munich. 

## Production ferroviaire

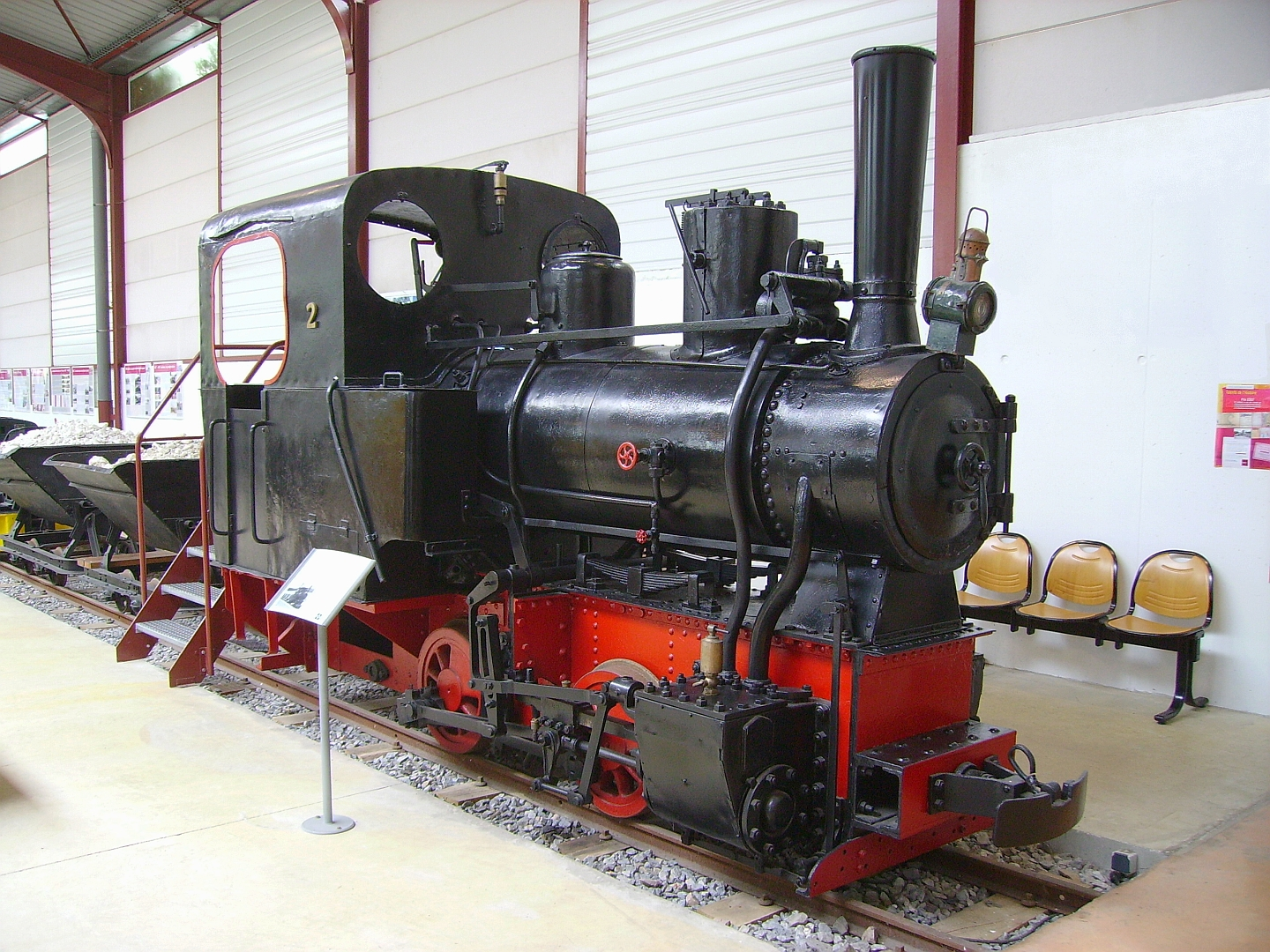
Neumeyer 020 T N°19 alors en exposition au Chemin de fer Froissy-Dompierre

.43 Locomotives à vapeur sont construites durant la brève activité ferroviaire de la société.

## Modèles survivants
- Locomotive type 020 T numéro 5, de 1923 préservée à l'Indare Steam railway museum, Indare Uruguay
- Locomotive type 020 T numéro 7, de 1923[1] au Kissing Garten Bahn à Hagen.
- Locomotive type 020 T numéro 19, de 1922[1] anciennement en exposition au musée du Chemin de fer Froissy-Dompierre, France, à présent à Grez-sur-Loing.  Classé MH (1987)[2]